# Inger Klint
Inger Klint (20. november 1890 i København – 7. januar 1967 i København) var en kvindelig dansk fægter. 
Inger Klint, der repræsenterede Fægteklubben Cirklen, deltog ved Sommer-OL 1928 i Amsterdam og Sommer-OL 1932 i Los Angeles.  Hun deltog på individuel fleuret, som var den eneste disciplin for kvinder. Ved begge lejligheder blev hun slået ud i indledende runde. 
Inger Klint var på det danske hold, der vandt europamesterskabet i fleuretfægtning for kvinder i maj 1932 i København. 